# Simone Zaza
Simone Zaza (25. červen 1991 Policoro, Itálie) je bývalý italský fotbalový útočník. Mezi lety 2014 a 2018 odehrál také 18 utkání v dresu italské reprezentace, ve kterých vstřelil 2 branky.

## Reprezentační kariéra
Simone Zaza reprezentoval Itálii v mládežnických kategoriích U16, U17 a U19.

V seniorské reprezentaci Itálie debutoval 4. 9. 2014 v přátelském zápase v Bari proti týmu Nizozemska (výhra 2:0). Svůj první gól v A-týmu Itálie vstřelil o pět dní později v kvalifikaci na EURO 2016 v utkání s domácím týmem Norska (výhra 2:0). V 16. minutě vstřelil vítězný gól.
Zúčastnil se EURA 2016 ve Francii. Ve čtvrtfinále proti reprezentaci Německa zahodil v rozstřelu penaltu a přispěl tak k vyřazení „squadry azzury“.

## Přestupy
- z Sampdoria do Juventus za 3 900 000 Euro
- z Juventus do Sassuolo za 10 000 000 Euro
- z Sassuolo do Juventus za 18 000 000 Euro
- z Juventus do West Ham za 5 000 000 Euro (hostování)
- z Juventus do Valencia za 2 000 000 Euro (hostování)
- z Juventus do Valencia za 16 000 000 Euro
- z Valencia do Turín za 2 000 000 Euro (hostování)
- z Valencia do Turín za 12 000 000 Euro

## Statistika

### Klubová
| Sezóna             | Klub               | Liga                 | Liga   | Liga | Domácí poháry | Domácí poháry | Domácí poháry | Kontinentální poháry | Kontinentální poháry | Kontinentální poháry | Celkem | Celkem |
| Sezóna             | Klub               | Soutěž               | Zápasy | Góly | Soutěž        | Zápasy        | Góly          | Soutěž               | Zápasy               | Góly                 | Zápasy | Góly   |
| ------------------ | ------------------ | -------------------- | ------ | ---- | ------------- | ------------- | ------------- | -------------------- | -------------------- | -------------------- | ------ | ------ |
| 2008/09            | Atalanta           | Serie A              | 3      | 0    | IP            | 0             | 0             | -                    | 0                    | 0                    | 3      | 0      |
| 2009/10            | Atalanta           | Serie A              | 0      | 0    | IP            | 0             | 0             | -                    | 0                    | 0                    | 0      | 0      |
| Celkem za Atalantu | Celkem za Atalantu | Celkem za Atalantu   | 3      | 0    | -             | 0             | 0             | -                    | 0                    | 0                    | 3      | 0      |
| 2010/11            | Sampdoria          | Serie A              | 2      | 0    | IP            | 0             | 0             | EL                   | 0                    | 0                    | 2      | 0      |
| 2011/12            | Juve Stabia        | Serie B              | 4      | 0    | IP            | 0             | 0             | -                    | 0                    | 0                    | 4      | 0      |
| 2012               | Viareggio          | Lega Pro 1 Divisione | 16+2   | 9+2  | -             | 0             | 0             | -                    | 0                    | 0                    | 18     | 11     |
| 2012/13            | Ascoli             | Serie B              | 35     | 18   | IP            | 1             | 0             | -                    | 0                    | 0                    | 36     | 18     |
| 2013/14            | Sassuolo           | Serie A              | 33     | 9    | IP            | 2             | 0             | -                    | 0                    | 0                    | 35     | 9      |
| 2014/15            | Sassuolo           | Serie A              | 31     | 11   | IP            | 3             | 1             | -                    | 0                    | 0                    | 34     | 12     |
| Celkem za Sassuolo | Celkem za Sassuolo | Celkem za Sassuolo   | 64     | 20   | -             | 5             | 1             | -                    | 0                    | 0                    | 69     | 21     |
| 2015/16            | Juventus           | Serie A              | 19     | 5    | IP+IS         | 3+0           | 2+0           | LM                   | 2                    | 1                    | 24     | 8      |
| 2016/17            | West Ham           | Premier League       | 8      | 0    | AP+ALP        | 0+3           | 0             | EL                   | 0                    | 0                    | 11     | 0      |
| 2017               | Valencia           | Primera Division     | 20     | 6    | ŠP            | 0             | 0             | -                    | 0                    | 0                    | 20     | 6      |
| 2017/18            | Valencia           | Primera Division     | 33     | 13   | ŠP            | 6             | 0             | -                    | 0                    | 0                    | 39     | 13     |
| Celkem za Valenciu | Celkem za Valenciu | Celkem za Valenciu   | 53     | 19   | -             | 6             | 0             | -                    | 0                    | 0                    | 59     | 19     |
| 2018/19            | Turín              | Serie A              | 29     | 4    | IP            | 1             | 0             | -                    | 0                    | 0                    | 30     | 4      |
| 2019/20            | Turín              | Serie A              | 24     | 6    | IP            | 1             | 0             | EL                   | 6                    | 3                    | 31     | 9      |
| 2020/21            | Turín              | Serie A              | 29     | 6    | IP            | 2             | 1             | -                    | 0                    | 0                    | 31     | 7      |
| 2021/22            | Turín              | Serie A              | 10     | 0    | IP            | 1             | 0             | -                    | 0                    | 0                    | 11     | 0      |
| Celkem za Turín    | Celkem za Turín    | Celkem za Turín      | 92     | 16   | -             | 5             | 1             | -                    | 6                    | 3                    | 103    | 20     |
| Celkově            | Celkově            | Celkově              | 289    | 89   | -             | 23            | 4             | -                    | 8                    | 4                    | 320    | 97     |

### Reprezentační

#### Statistika na velkých turnajích
| Reprezentace | Rok     | Zápasy             | Zápasy | Zápasy  | Zápasy           | Zápasy           | Zápasy            |
| Reprezentace | Rok     | Fáze turnaje       | Datum  | Soupeř  | Odehraných minut | Vstřelené branky | Výsledek          |
| ------------ | ------- | ------------------ | ------ | ------- | ---------------- | ---------------- | ----------------- |
| Itálie       | ME 2016 | 2 zápas ve skupině | 17. 6. | Švédsko | 30               | 0                | 1:0               |
| Itálie       | ME 2016 | 3 zápas ve skupině | 22. 6. | Irsko   | 90               | 0                | 0:1               |
| Itálie       | ME 2016 | Čtvrtfinále        | 2. 7.  | Německo | 1                | 0                | 1:1 (6:5 na pen.) |

#### Reprezentační branky
| Gól | Datum      | Stadion                        | Soupeř   | Skóre | Výsledek | Soutěž                     |
| --- | ---------- | ------------------------------ | -------- | ----- | -------- | -------------------------- |
| 010 | 9. 9. 2014 | Ullevaal Stadion, Oslo, Norsko | Norsko   | 0:1   | 0:2      | Kvalifikace na ME 2016     |
| 02  | 4. 6. 2018 | Allianz Stadium, Turín, Itálie | Nizozemí | 1:0   | 1:1      | Liga národů UEFA 2018/2019 |

## Úspěchy

### Klubové
- vítěz italské ligy (1x)

Juventus: 2015/16
- vítěz italského poháru (1x)

Juventus: 2015/16
- vítěz italského superpoháru (1x)

Juventus: 2015

### Reprezentační
- 1× na ME (2016)